# 萨克里斯·托佩柳斯
萨克里斯·托佩柳斯（瑞典語：Zachris Topelius，1818年1月14日—1898年3月12日），是一位母语为瑞典语的芬兰作家、记者、历史学家。他曾担任赫尔辛基大学校长的职务。他用瑞典语写过一些跟芬兰历史相关的小说。

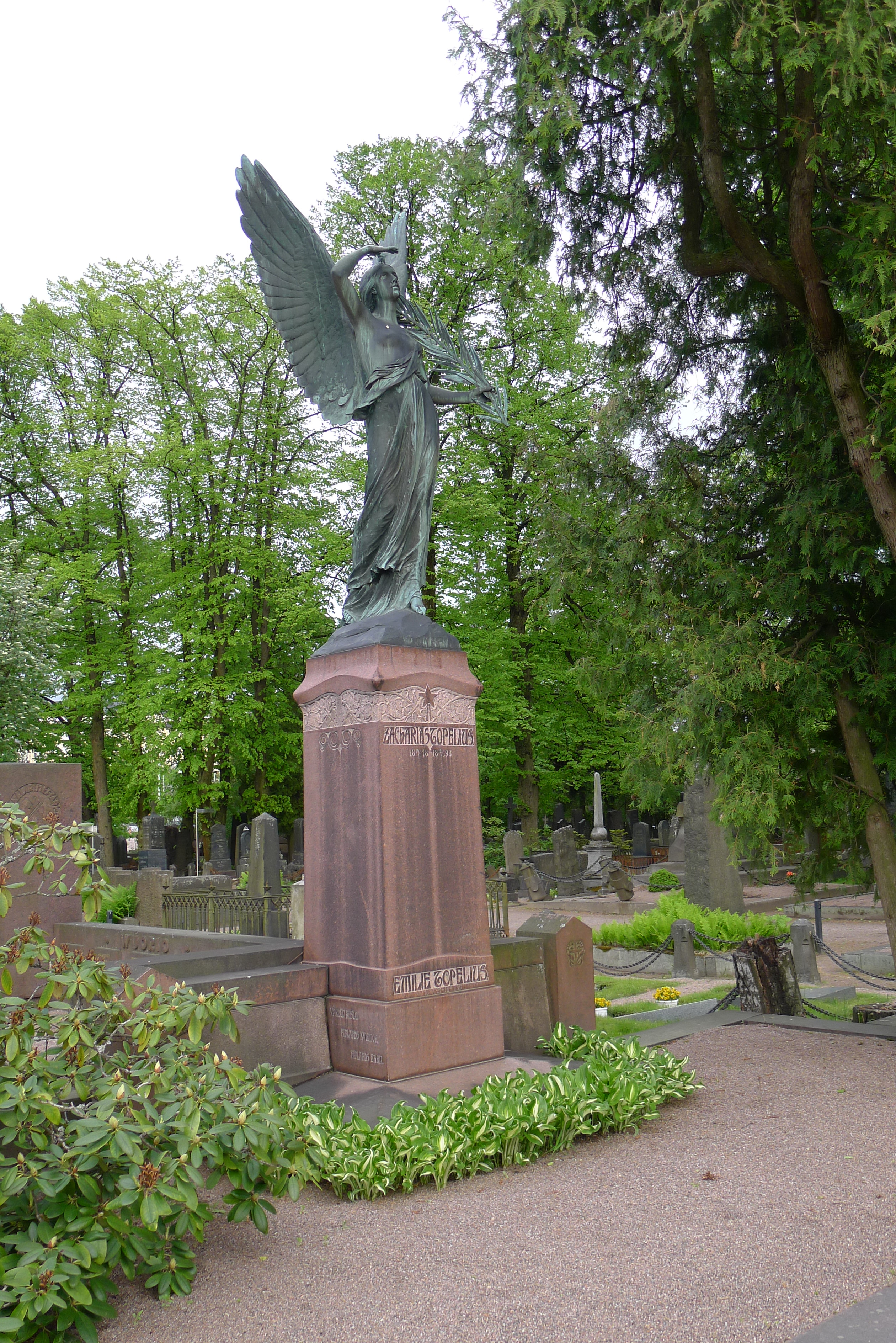
位于赫尔辛基希耶塔涅米墓园的托佩柳斯墓地

托佩柳斯出生在新卡勒比的一处庄园里。他的父亲是个医生和早期芬兰民歌的收集者。他在锡博的一个庄园大屋里去世，在那里他完成了他的一些重要作品。他的墓地位于赫尔辛基的希耶塔涅米墓园里。